# Brooke Hanson
Brooke Louise Hanson OAM (* 18. März 1978 in Manly, New South Wales) ist eine australische Schwimmerin.
Hanson begann mit dem Schwimmsport im Alter von vier Jahren. 1994 war sie das jüngste Mitglied der australischen Nationalmannschaft bei den Commonwealth Games und war dort Vierte über 200 m Brust. Danach begann eine achtjährige Durststrecke für Brooke Hanson. Erst bei den Commonwealth-Spielen 2002 konnte sie sich wieder für die Nationalmannschaft qualifizieren. Bei den Schwimmweltmeisterschaften 2003 in Barcelona gewann sie die Silbermedaille über 50 m Brust. Ihre größten Erfolge feierte sie ein Jahr später bei den Olympischen Spielen in Athen, als sie mit der 4 × 100-m-Lagenstaffel die Goldmedaille gewann und Silber über 100 m Brust. Bei den Schwimmweltmeisterschaften 2005 in Montréal kam sie in mehrere Finals, konnte jedoch nur über 50 m Brust eine Bronzemedaille gewinnen.
Bei einem Unfall auf einer Messe in Australien erlitt sie im Juni 2007 einen starken Stromschlag.
Für ihre Verdienste um den Sport als Goldmedaillengewinner bei den Olympischen Spielen 2004 in Athen wurde sie 2005 mit der Medaille des Order of Australia ausgezeichnet.